# A Nazionale 1966-1967
La A Nazionale 1966-1967 è stata la 27ª edizione del massimo campionato greco di pallacanestro maschile. La vittoria finale è stata ad appannaggio del Panathīnaïkos.

## Risultati

### Stagione regolare
|     | Squadra             | G  | V  | P  | PF | PS | Pt. | Qualificazione            |
| --- | ------------------- | -- | -- | -- | -- | -- | --- | ------------------------- |
| 1.  | Panathīnaïkos       | 22 | 21 | 1  |    |    | 43  |                           |
| 2.  | AEK Atene           | 22 | 20 | 2  |    |    | 42  |                           |
| 3.  | Aris Salonicco      | 22 | 16 | 6  |    |    | 38  |                           |
| 4.  | Amintas             | 22 | 13 | 9  |    |    | 35  |                           |
| 5.  | PAOK Salonicco      | 22 | 11 | 11 |    |    | 33  |                           |
| 6.  | Sporting Atene      | 22 | 10 | 12 |    |    | 32  |                           |
| 7.  | Pagrati Atene       | 22 | 10 | 12 |    |    | 32  |                           |
| 8.  | XAN Salonicco       | 22 | 8  | 14 |    |    | 30  |                           |
| 9.  | MAS Aetós Salonicco | 22 | 8  | 14 |    |    | 30  |                           |
| 10. | Panellīnios         | 22 | 8  | 14 |    |    | 30  |                           |
| 11. | Īraklīs Salonicco   | 22 | 7  | 15 |    |    | 29  | retrocesse in B Nazionale |
| 12. | XAN Nikaia          | 22 | 0  | 22 |    |    | 22  | retrocesse in B Nazionale |

| A Nazionale 1966-1967   |
| ----------------------- |
| Panathīnaïkos 8º titolo |

## Formazione vincitrice
| N° | Naz.              | Ruolo | Sportivo                |  | Alt. |  |
| -- | ----------------- | ----- | ----------------------- |  | ---- |  |
|    | Grecia (bandiera) | AG    | Giōrgos Kolokythas      |  |      |  |
|    | Grecia (bandiera) | P     | Kōstas Politīs          |  |      |  |
|    | Grecia (bandiera) |       | Giorgos Vassilakopoulos |  |      |  |
|    | Grecia (bandiera) |       | Mihalis Kiritsis        |  |      |  |
|    | Grecia (bandiera) |       | Petros Panagiōtarakos   |  |      |  |
|    | Grecia (bandiera) |       | Thanasīs Peppas         |  |      |  |
|    | Grecia (bandiera) |       | Andreas Chaikalīs       |  |      |  |
|    | Grecia (bandiera) |       | Kouzoupis               |  |      |  |
|    | Grecia (bandiera) |       | Liamis                  |  |      |  |
|    | Grecia (bandiera) |       | Lekkakis                |  |      |  |
|    | Grecia (bandiera) |       | Stefanou                |  |      |  |
|    | Grecia (bandiera) | All.  | Kōstas Mourouzīs        |  |      |  |